# Serie A Élite (rugby a 15 femminile)
La Serie A Élite è il massimo campionato nazionale italiano di rugby a 15 femminile.
Fu organizzato dalla UISP dal 1985-86 al 1990-91, assumendo poi carattere ufficiale a partire dalla stagione successiva sotto la giurisdizione della Federazione Italiana Rugby con il nome di Serie A, tenuto fino alla stagione 2021-22. Il nome del campionato fu cambiato in Eccellenza per la sola stagione 2022-23, mentre da quella successiva si è passati alla denominazione attuale.
La vittoria nel campionato dà al club vincitore il titolo di campione d'Italia per la stagione successiva; la squadra ad avere vinto più titoli sono le Red Panthers Benetton Treviso, con 16 titoli ufficiali più i 7 organizzati dalla UISP.

## Formula del torneo
Sino alla stagione 2004-05 il torneo si è disputato con un numero variabile di squadre a seconda delle iscrizioni (da 10 a 13) divise in due gironi all'italiana paritetici stilati su base territoriale che qualificavano le prime quattro ai playoff per decidere la vincente. Dalla stagione successiva i gironi son stati divisi per merito, un girone Elite in cui passavano ai playoff le prime tre, mentre dal secondo girone passava solo la prima che doveva affrontare in un turno preliminare ("barrage") la quarta classificata del girone Elite. A causa della contrazione del numero di iscritte (solo 8) per il 2007-08 e la stagione successiva si passò al girone unico, sempre concluso con i playoff, mentre dal 2009-10 si tornò alla formula del doppio girone diviso per merito.
Dalla stagione 2019-2020 il campionato è stato articolato con 28 squadre suddivise in quattro gironi. Il girone 1, meritocratico, costituito dalle migliori 7 squadre classificate nella stagione precedente. Gli altri tre gironi di 7 squadre organizzati su base territoriale. Alla fase a barrage accedono le squadre classificate dalla seconda alla quarta posizione del girone meritocratico e le tre vincenti dei gironi geografici. Le vincenti si qualificano alle semifinali insieme alla prima classificata nel girone meritocratico. Le vincenti si qualificano per la finale in campo neutro.
A partire dal 2022-23 con il cambio della denominazione in Eccellenza e l'istituzione di una seconda divisione, il campionato ha assunto la sua forma attuale con un girone unico da 8 squadre, in cui le prime quattro classificate giocano i playoff mentre l'ultima retrocede in seconda serie.
Le partite sono solitamente programmate la domenica pomeriggio alle 14,30 (le 15,30 con l'ora legale), e il torneo si gioca da settembre a maggio con una pausa a marzo durante il Sei Nazioni femminile.

### Sistema di punteggio
Per ogni incontro il punteggio è così determinato, secondo quanto disposto dall'articolo 30 del Regolamento per l'Attività Sportiva:
- Quattro punti per la squadra che vinca l'incontro;
- Due punti ciascuno in caso di parità;
- Un punto per la squadra che perda l'incontro con meno di 8 punti di svantaggio;
- Zero punti per la squadra che perda l'incontro con 8 o più punti di svantaggio.

È previsto, inoltre, un punto supplementare da assegnarsi alla squadra, indipendentemente dal risultato, che nel corso dell'incontro realizzi almeno quattro mete.
Tale sistema prevede che per ogni incontro venga attribuito da un minimo di 4 punti (nel caso ipotetico di vittoria con più di otto punti di scarto, o di pareggio, in entrambi i casi senza che alcuna delle due squadre realizzi almeno quattro mete) a un massimo di 7 punti (nel caso ipotetico di vittoria con meno di otto punti di scarto in cui entrambe le squadre abbiano realizzato almeno quattro mete ciascuna: in questo caso andrebbero 5 punti alla squadra vincitrice e 2 alla squadra sconfitta).
Il citato articolo 30 precisa, inoltre, che il bonus è dovuto anche alla squadra che vinca l'incontro per decisione del Giudice Sportivo (in tal caso la squadra vincitrice si vede riconosciuta la vittoria per 20-0, equivalente a quattro mete non trasformate, e ottiene in classifica cinque punti).
Nel caso sia necessario determinare priorità tra due squadre a pari punteggio vigono i seguenti criteri, nell'ordine:
1. Differenza punti negli incontri diretti tra le due squadre nel corso della stagione regolare;
2. Confronto tra le mete segnate dalle due squadre negli incontri diretti;
3. Confronto tra le sole mete trasformate dalle due squadre negli incontri diretti;
4. Differenza punti generale;
5. Confronto tra l'età media di tutti i giocatori utilizzati dalle due squadre durante tutta la stagione regolare, con preferenza per la squadra che vanti l'età media più bassa; l'età viene calcolata alla data di effettuazione dell'ultima partita della stagione regolare.

## Albo d'oro
| Stagione    | Vincitrice         | Finalista          |
| Tornei UISP | Tornei UISP        | Tornei UISP        |
| ----------- | ------------------ | ------------------ |
| 1984-85     | Red Panthers       | Red Panthers       |
| 1985-86     | Red Panthers       | Red Panthers       |
| 1986-87     | Red Panthers       | Red Panthers       |
| 1987-88     | Red Panthers       | Red Panthers       |
| 1988-89     | Red Panthers       | Red Panthers       |
| 1989-90     | Red Panthers       | Red Panthers       |
| 1990-91     | Red Panthers       | Red Panthers       |
| Tornei FIR  |                    |                    |
| 1991-92     | Red Panthers       | Perugia            |
| 1992-93     | Red Panthers       | Bologna            |
| 1993-94     | Red Panthers       | Villa Pamphili     |
| 1994-95     | Red Panthers       | Rugby Roma         |
| 1995-96     | Red Panthers       | Villa Pamphili     |
| 1996-97     | Red Panthers       | Grazia Deledda     |
| 1997-98     | Red Panthers       |                    |
| 1998-99     | Red Panthers       | Villa Pamphili     |
| 1999-2000   | Red Panthers       | Messina            |
| 2000-01     | Red Panthers       | Messina            |
| 2001-02     | Red Panthers       | CUS Roma           |
| 2002-03     | Red Panthers       | Riviera del Brenta |
| 2003-04     | Riviera del Brenta | Red Panthers       |
| 2004-05     | Riviera del Brenta | Red Panthers       |
| 2005-06     | Red Panthers       | Riviera del Brenta |
| 2006-07     | Riviera del Brenta | Red Panthers       |
| 2007-08     | Red Panthers       | Riviera del Brenta |
| 2008-09     | Red Panthers       | Riviera del Brenta |
| 2009-10     | Riviera del Brenta | Red Panthers       |
| 2010-11     | Red Panthers       | Riviera del Brenta |
| 2011-12     | Riviera del Brenta | Red Panthers       |
| 2012-13     | Riviera del Brenta | Red Panthers       |
| 2013-14     | Monza              | Riviera del Brenta |
| 2014-15     | Valsugana          | Monza              |
| 2015-16     | Valsugana          | Monza              |
| 2016-17     | Valsugana          | Colorno            |
| 2017-18     | Colorno            | Valsugana          |
| 2018-19     | Villorba           | Valsugana          |
| 2019-20     | non assegnato      |                    |
| 2020-21     | n/d                |                    |
| 2021-22     | Valsugana          | Villorba           |
| 2022-23     | Valsugana          | Villorba           |
| 2023-24     | Villorba           | Valsugana          |
| 2024-25     | Villorba           | Valsugana          |

### Riepilogo tornei vinti per club
| Club         | Vittorie | Edizioni |
| ------------ | -------- | -------- |
| Red Panthers | 16       |          |
| Riviera      | 6        |          |
| Valsugana    | 5        |          |
| Villorba     | 3        |          |
| Colorno      | 1        |          |
| Monza        | 1        |          |